# Lac Bridgeport
Pour la ville située dans le Texas, voir Lake Bridgeport.
Le lac Bridgeport est un lac artificiel situé dans les comtés de Jack et de Wise, dans l’État du Texas, aux États-Unis.
Le lac a été créé en construisant un barrage dans la West Fork affluant du fleuve Trinity et se trouve en amont du lac Eagle Mountain. Le lac appartient au Tarrant Regional Water District (en). La construction du barrage du lac a commencé en 1929 et s’est achevée en 1931. Les eaux retenues servent au contrôle des inondations,  à l'approvisionnement des zones résidentielles et commerciales, à l’irrigation et aux loisirs.